# Heterochelus subpilosus
Heterochelus subpilosus är en skalbaggsart som beskrevs av Nonfried 1891. Heterochelus subpilosus ingår i släktet Heterochelus och familjen Melolonthidae. Inga underarter finns listade i Catalogue of Life.